# The Franchise Affair
The Franchise Affair is een Britse dramafilm uit 1951, geregisseerd door Lawrence Huntington. De film is gebaseerd op de gelijknamige roman van Josephine Tey.

## Verhaal
In een rustig Engels stadje beweert het 14-jarige schoolmeisje Betty Kane dat de bewoners van een geïsoleerd huis ("The Franchise"), Marion Sharpe en Marions moeder, haar ontvoerd, uitgehongerd en mishandeld hebben. De politie en de dorpsbewoners geloven Betty's verhaal, maar de lokale advocaat Robert Blair twijfelt eraan en wil de bewoners bijstaan. Blair riskeert verbanning uit de gemeenschap, maar begint een onderzoek om de onschuld van de twee vrouwen te bewijzen. Het huis wordt aangevallen door het ingooien van de ramen en bekladden van de muren.
Er komt een rechtszaak en uiteindelijk blijkt dat Betty een affaire had met een handelsreiziger. Ze was van plan haar afwezigheid te verklaren door een ontvoering en koos voor het huis "The Franchise", nadat ze het vanaf de bovenkant van een dubbeldekkerbus over de hoge muur had gezien.
Advocaat Blair vraagt Marion ten huwelijk, maar ze weigert. Na het proces vliegen zij en haar moeder naar Canada. Robert zit echter in de stoel achter haar in het vliegtuig en verrast hen beiden.

## Rolverdeling
| Acteur            | Personage                 |
| ----------------- | ------------------------- |
| Michael Denison   | Robert Blair              |
| Dulcie Gray       | Marion Sharpe             |
| Anthony Nicholls  | Kevin McDermott           |
| Marjorie Fielding | Mrs Sharpe                |
| Athene Seyler     | Aunt Lin                  |
| John Bailey       | Detective Inspector Grant |
| Ann Stephens      | Betty Kane                |
| Hy Hazell         | Mrs Chadwick              |
| Kenneth More      | Stanley Peters            |
| Avice Landone     | Mrs Wynn                  |
| Maureen Glynne    | Rose Glynn                |
| Peter Jones       | Bernard Chadwick          |
| Moultrie Kelsall  | rechter                   |
| Martin Boddey     | Inspector Hallam          |
| Patrick Troughton | Bill Brough               |
| Everley Gregg     | Mrs Jarrett               |